# Liste der Naturdenkmale in Notzingen
| Naturdenkmale | Anzahl        |
| ------------- | ------------- |
| FND           | 4             |
| END           | 5             |
| Gesamt        | 9             |
| Stand:        | 30. Okt. 2016 |

Die Liste der Naturdenkmale in Notzingen nennt die verordneten Naturdenkmale (ND) der im baden-württembergischen Landkreis Esslingen liegenden Gemeinde Notzingen.
In Notzingen gibt es insgesamt neun als Naturdenkmal geschützte Objekte, davon vier flächenhafte Naturdenkmale (FND) und fünf Einzelgebilde-Naturdenkmal (END).

## Flächenhafte Naturdenkmale (FND)
| Name                              | Bild | Kennung     | Einzelheiten               | Position | Fläche Hektar | Datum        |
| --------------------------------- | ---- | ----------- | -------------------------- | -------- | ------------- | ------------ |
| Bachlauf im Gewann Bol            | BW   | 81160483105 | Notzingen                  | ⊙        | 0,8           | 6. Juli 1994 |
| Feldhecke im Gewann Wasen         | BW   | 81160483108 | Notzingen, Wernau (Neckar) | ⊙        | 1,0           | 6. Juli 1994 |
| Feuchtwiese im Gewann Himmelreich | BW   | 81160483106 | Notzingen                  | ⊙        | 0,3           | 6. Juli 1994 |
| Magerrasen im Gewann Reuschäcker  | BW   | 81160483109 | Notzingen                  | ⊙        | 0,7           | 6. Juli 1994 |
| Legende für Naturdenkmal          |      |             |                            |          |               |              |

## Einzelgebilde (END)
| Name                                   | Bild | Kennung     | Einzelheiten | Position | Fläche Hektar | Datum         |
| -------------------------------------- | ---- | ----------- | ------------ | -------- | ------------- | ------------- |
| Kreuzeiche im Gewann Köhler            | BW   | 81160483107 | Notzingen    | ⊙        | 0,0           | 6. Juli 1994  |
| 1 Linde (Kreuzsteinlinde)              | BW   | 81160483101 | Notzingen    | ⊙        | 0,0           | 25. Aug. 1983 |
| 1 Linde „Linde beim Wellinger Kirchle“ | BW   | 81160483102 | Notzingen    | ⊙        | 0,0           | 25. Aug. 1983 |
| 1 Linde (Lutherlinde)                  | BW   | 81160483104 | Notzingen    | ⊙        | 0,0           | 25. Aug. 1983 |
| 3 Linden (4 Linden)                    | BW   | 81160483103 | Notzingen    | ⊙        | 0,0           | 25. Aug. 1983 |
| Legende für Naturdenkmal               |      |             |              |          |               |               |